# Corpúsculo de Howell-Jolly

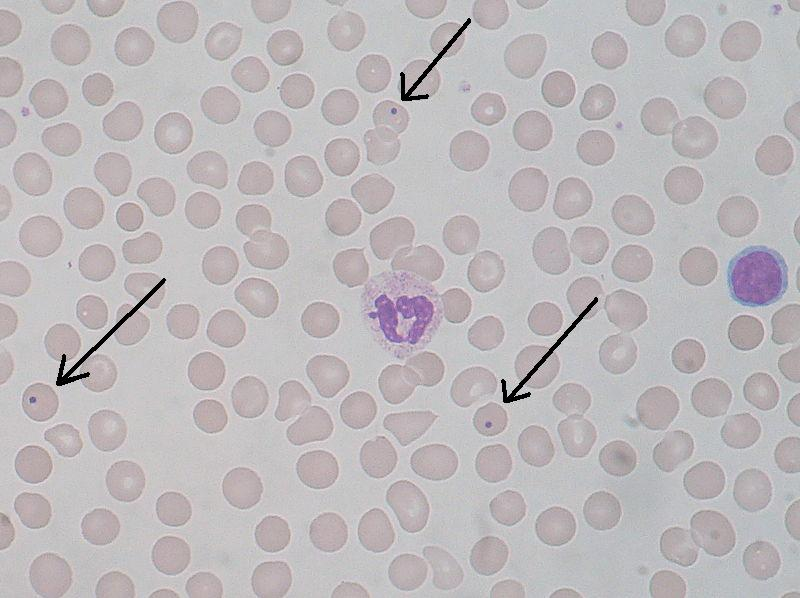
Corpúsculos de Howell-Jolly: inclusões pequenas e arredondadas vistas em hemácias. (Sangue periférico - coloração MGG)

Os corpúsculos de Howell-Jolly são achados histopatológicos de restos nucleares basofílicos  (aglomerados de DNA) em hemácias circulantes. Durante a maturação das hemácias na medula óssea normalmente os núcleos são expelidos, mas, em alguns casos, uma pequena porção de DNA permanece.
Foi nomeado por William Henry Howell e Justin Marie Jolly.